# Raquel Rodríguez Cedeño
Raquel Rodríguez Cedeño (San José, Costa Rica, 28 de octubre de 1993) es una futbolista costarricense que juega como extremo izquierdo en el Angel City F. C. de la National Soccer League de los Estados Unidos.

## Trayectoria

### Sky Blue F. C.
Rodríguez fue seleccionada en el segundo turno por Sky Blue FC en el draft de la NWSL de 2016. En su temporada de novata, anotó 1 gol en 18 partidos, y al final de la temporada fue nombrada Novata del Año de la NWSL. En la temporada 2017, marcó el gol más rápido en la historia de la NWSL, anotando a los 24 segundos del inicio del partido frente al Portland Thorns FC.

### Perth Glory F. C.
El 12 de octubre de 2017, fue cedida al Perth Glory F. C. para disputar la W-League 2017-18 de Australia. Rodríguez es la primera centroamericana en jugar en esta liga.

### Portland Thorns F. C.
El 8 de enero de 2020, se unió al Portland Thorns F. C. de la NWSL de Estados Unidos.
El 29 de octubre de 2022 se enfrentó ante el Kansas City Current por la final de la National Soccer League, Rodríguez disputó los 63 minutos del partido, finalizando con la victoria 2-0, logrando coronarse campeonas de la National Soccer League.

### Angel City F. C.
El 23 de enero de 2024, se oficializó su fichaje al Angel City F. C..

## Selección nacional
Rodríguez ha sido seleccionada nacional de Costa Rica en las categorías sub-17, sub-20 y mayor. Fue la primera futbolista de Costa Rica en anotar en un mundial infantil femenino (Nueva Zelanda 2008).
También fue la primera en anotar para Costa Rica en un mundial mayor, en Canadá 2015.
El 6 de julio de 2023, fue convocada para el plantel de las 23 jugadoras para disputar la Copa Mundial 2023.

#### Participaciones en Copas del Mundo
| Mundial           | Sede                    | Resultado      | Partidos | Goles |
| ----------------- | ----------------------- | -------------- | -------- | ----- |
| Copa Mundial 2015 | Canadá                  | Fase de grupos | 3        | 1     |
| Copa Mundial 2023 | Australia Nueva Zelanda | Fase de grupos | 2        | 0     |

## Clubes
| Club                  | País           | Año           |
| --------------------- | -------------- | ------------- |
| Sky Blue F. C.        | Estados Unidos | 2015-2017     |
| Perth Glory F. C.     | Australia      | 2017-2018     |
| Sky Blue F. C.        | Estados Unidos | 2019          |
| Portland Thorns F. C. | Estados Unidos | 2020-2024     |
| Angel City F. C.      | Estados Unidos | 2024-presente |

## Palmarés

### Títulos nacionales
| Título                 | Club                  | País           | Año  |
| ---------------------- | --------------------- | -------------- | ---- |
| NWSL Fall Series       | Portland Thorns F. C. | Estados Unidos | 2020 |
| NWSL Challenge Cup     | Portland Thorns F. C. | Estados Unidos | 2021 |
| National Soccer League | Portland Thorns F. C. | Estados Unidos | 2022 |

### Títulos internacionales
| Título                             | Equipo                  | Sede       | Año  |
| ---------------------------------- | ----------------------- | ---------- | ---- |
| Juegos Deportivos Centroamericanos | Selección de Costa Rica | Costa Rica | 2013 |

### Distinciones individuales
| Distinción                                            | Año  |
| ----------------------------------------------------- | ---- |
| MVP del partido contra España en la Copa Mundial 2015 | 2015 |
| Novata del año de la National Soccer League           | 2016 |
| Incluida en el Once ideal del Preolímpico de Concacaf | 2020 |

## Vida privada
Es hija del exfutbolista Sivianni Rodríguez.